# Al-Riyadh

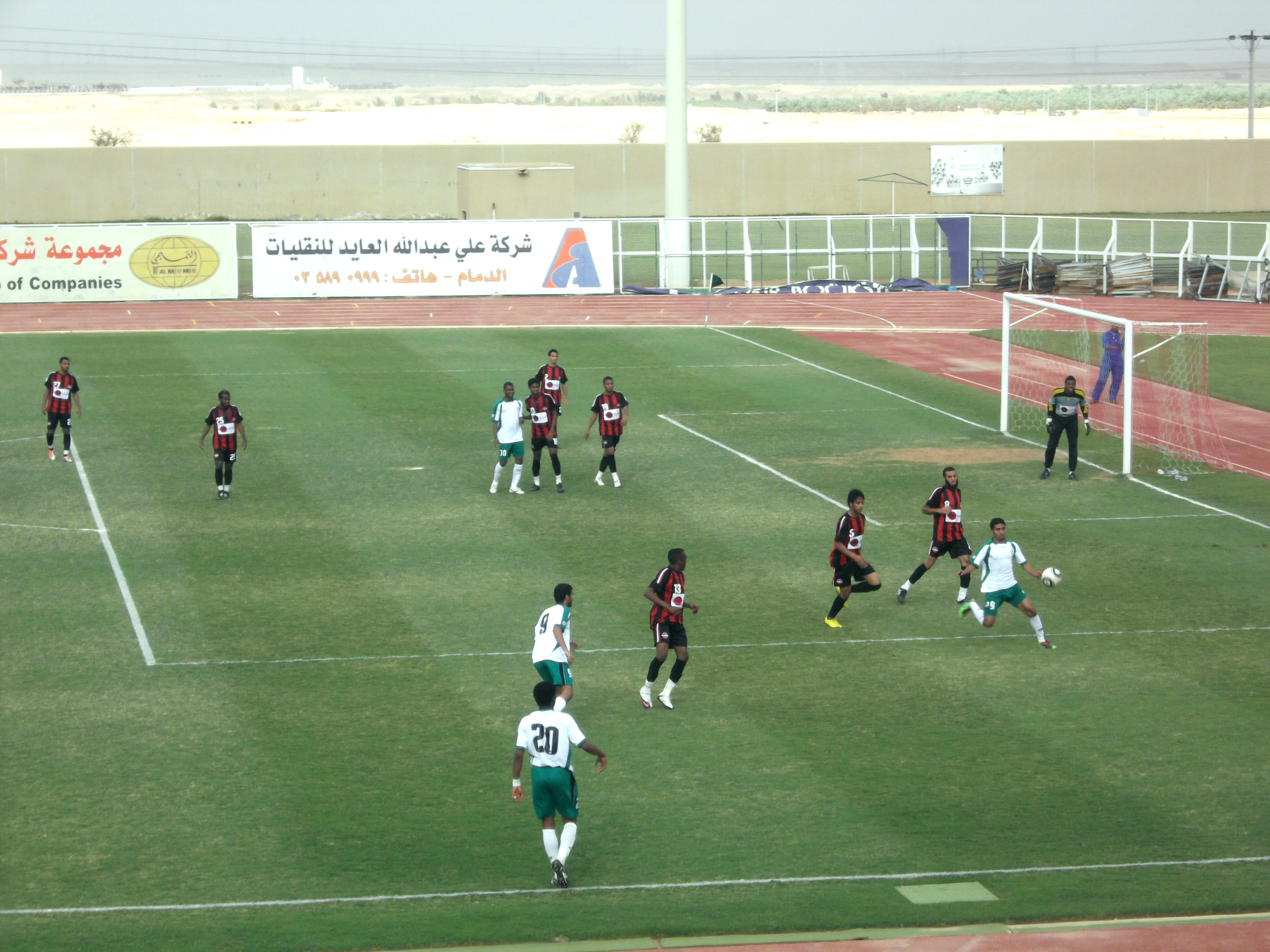
Al-Najma vs Al-Riyadh in 2010–11 Saudi First Division

Al-Riyadh SC (en árabe: نادي الرياض السعودي romanizado: nadi alriyad alsueudiu lit. Club saudita de Riad) es un equipo de fútbol de Arabia Saudita que juega en la Liga Profesional Saudí la primera liga de fútbol más importante del país, luego de haber ascendido en la temporada 2022-23.

## Historia
Fue fundado en el año 1954 en la capital Al Riad con el nombre Al Ahli Riyadh, el cual cambiaron a Al-Yamamah, hasta que al final lo cambiaron a su nombre actual.
Aunque principalmente es conocido por su equipo de fútbol, Al-Riyadh SC también cuenta con secciones en otros deportes. Nunca han ganado el título de la Primera División de Arabia Saudita, siendo lo más cercano a ello un subcampeonato en la temporada 1993/94. Su mayor logro ha sido dos títulos de copa.
A nivel internacional han participado en un torneo continental, en la Recopa de la AFC 1995-96, en la cual tuvieron que abandonar el torneo en las semifinales, cuando iban a enfrentar al Al-Talaba de Irak.

## Palmarés
- Copa del Príncipe de la Corona Saudí: 1

1993/94
- Copa Federación de Arabia Saudita: 1

1994/95

## Participación en competiciones de la AFC
| Temporada | Torneo           | Ronda            | Club       | Resultado    |
| --------- | ---------------- | ---------------- | ---------- | ------------ |
| 1995-96   | Recopa de la AFC | 2                | Homenetmen | 3-0, 2-0     |
| 1995-96   | Recopa de la AFC | Cuartos de final | Kazma      | 0-1, 2-1 (a) |
| 1995-96   | Recopa de la AFC | Semifinal        | Al-Talaba  | (w/o)1       |

1- Al Riyadh abandonó el torneo.

## Jugadores

### Plantilla
- Actualizado al 16 09 de Septiembre de 2024